# David Rundblad
Nils David Rundblad, född 8 oktober 1990 i Lycksele, är en svensk professionell ishockeyback som spelar för Modo Hockey i svenska SHL. 
I NHL-draften 2009 draftades Rundblad som 17:e spelare totalt av St. Louis Blues, men värvades till Ottawa Senators den 25 juni 2010 i utbyte mot Ottawas förstaval i NHL-draften 2010. Rundblad blev sedan tradad till Phoenix Coyotes, där han för närvarande varvar spel i Arizona med spel i Portland Pirates.
Rundblad representerade Sverige år 2007 i Memorial of Ivan Hlinka (tidigare U18 World Cup) där Småkronorna efter fyra raka segrar blev första européer att titulera sig hockeyvärldens bästa 18-åringar. Samma säsong spelade han även J18-VM för Sverige - utan att för den sakens skull kunna leda laget till medalj (Sverige kom på fjärde plats). Rundblad var en nyckelspelare för Småkronorna i J20-VM både 2009 och 2010 - turneringar som slutade med silver respektive brons för Sverige.
29 april 2010 debuterade Rundblad i Tre Kronor i öppningsmatchen mot Tjeckien i LG Hockey Games och var därmed även aktuell för senior-VM samma år.
Säsongen 2010/2011 gjorde Rundblad 50 poäng på 55 matcher i grundserien där han kom trea i poängligan. I slutspelet gjorde han tio poäng på 18 matcher när Skellefteå tog SM-silver. Han fick också spela fyra matcher i Hockey-VM  2011 där Sverige tog silver.
17 december 2011 bytte Ottawa Senators bort Rundblad till Phoenix Coyotes. Han vann Stanley Cup med Chicago Blackhawks 2015. 
Under säsongen 2015/2016 blev Rundblad utlånad från Chicago Blackhawks till ZSC Lions i den schweiziska högstaligan NLA.  Inför säsongen 2016/2017 blev övergången permanent då Rundblad skrev på ett kontrakt över ett år för den schweiziska klubben. 
I maj 2023 skrev Rundblad på ett tvåårskontrakt med Modo hockey.
Han är styvbror till ishockeyspelaren Petter Granberg.

## Klubbar
- Lycksele SK, (2004/2005 – 2005/2006)
- Skellefteå AIK J20, SuperElit (2006/2007 – 2009/2010)
- Skellefteå AIK, SHL (2007/2008 – 2010/2011)
- Ottawa Senators, NHL (2011/2012)
- Portland Pirates, AHL (2011/2012 - 2013/2014)
- Phoenix Coyotes, NHL (2011/2012 – 2013/2014)
- Chicago Blackhawks, NHL (2013/2014 - 2015/2016)
- Rockford IceHogs, AHL (2015/2016)
- ZSC Lions, NLA (2015/2016 - 2016/2017)
- SKA St. Petersburg, KHL (2017/2018 – 2019/2020)
- HK Sochi, KHL (2020/2021 - 2021/2022)
- Oulun Kärpät, Liiga (2022/2023)
- Modo Hockey SHL (2023/2024-)